# アルケロコス
アルケロコス（古希: Ἀρχέλοχος, Archelochos）は、ギリシア神話の人物である。トロイアの老臣アンテーノールとテアーノーの子の1人。ホメーロスによれば兄弟のアカマースとともに戦術全般を極めた人物とされ、トロイア戦争でアカマースとともにギリシア軍と戦った。トロイア軍がギリシア軍の防壁を攻撃したさいはアイネイアース、アカマースとともに第4部隊を指揮して戦った。しかしプロトエーノールの仇を討とうとした大アイアースがプーリュダマース（ポリュダマース）に槍を投げたとき、プーリュダマースが避けたため、アルケロコスに当って死んだ。